# María de los Llanos Lozano Guevara
María de los Llanos Lozano Guevara (Madrid, 1926 - Jesús, Eivissa, 20 d'agost de 2015) fou una filòsofa i professora eivissenca, llicenciada en filosofia i lletres, secció de filosofia pura.
Va ser professora de Filosofia a l'Institut d'Ensenyament Secundari Santa Maria d'Eivissa durant 25 anys, des que hi arribà, el 1965, amb el seu marit i els seus set fills, per prendre possessió de la càtedra que havia guanyat.
La seva implicació en la societat illenca la va portar a la política, i fou regidora de l'Ajuntament d'Eivissa (1983-87). Va escriure articles al Diario de Ibiza, que després publicà aplegats en diversos reculls. També publicà alguns llibres de filosofia i de poesia. Va utilitzar el pseudònim de Giovanna Bazzi.
Deixà empremta entre els seus alumnes i en els polítics i ciutadans que la van conèixer, que en destaquen tant la seva vessant humana com intel·lectual. L'any 2000 li fou concedida la Medalla d'Or Ciutat d'Eivissa. El 2008 va obtenir del Govern Balear el Premi Ramon Llull.
Morí als 89 anys a la llar de la tercera edat de Jesús, lloc on residia des de feia deu anys.

## Obres
- Lutos y sombras (Recull d'articles, 1984)
- Y de bruces la noche (Poesia, 1995)
- Algarabía (Poesia, 1996)
- Desde mis ojos I (Recull d'articles, 1997)
- Desde mis ojos II (Recull d'articles, 1999)
- Desde mis ojos III (Recull d'articles, 2002)